# Jakub Kiwior
Jakub Piotr Kiwior (* 15. února 2000 Tychy) je polský profesionální fotbalista, který hraje na pozici středního obránce za anglický klub Arsenal FC a za polskou reprezentaci.

## Klubová kariéra

### FK Železiarne Podbrezová
Kiwior debutoval ve slovenské Fortuna lize za Železiarne Podbrezová 16. února 2019 v zápase proti Nitře při vítězství 3:1. 2. března vstřelil svůj první gól ve své kariéře, a to při remíze 1:1 s AS Trenčín.

### MŠK Žilina
V srpnu 2019 byl oznámen Kiwiorův přestup do MŠK Žilina. Svůj debut v klubu si odbyl 10. srpna 2019 při venkovním utkání proti Ružomberku a svým výkonem pomohl k výhře 3:2.
O více než měsíc později, ve svém druhém soutěžním utkání, se Kiwior poprvé objevil v základní sestavě týmu proti ViOnu Zlaté Moravce; zápas pak skončil bezbrankovou remízou. 9. listopadu si Kiwior připsal první asistenci v dresu Žiliny. Na Štadiónu pod Dubňom Žilina prohrávala o poločase s Ružomberkem o dvě branky. Kiwior v 91. minutě asistoval na branku Jána Bernáta, který snížil na konečných 1:2.
Během pandemie koronaviru na jaro 2020 byla Žilina nucena vstoupit do likvidace a propustila 17 hráčů, Kiwior však v týmu zůstal.
Na podzim 2021 odehrál s klubem čtyři předkola Evropské konferenční ligy; kdy Žilina postoupila přes gruzínský klub FC Dila Gori, kyperský Apollon Limassol i kazašský Tobol Kostanaj FK, nicméně ve čtvrtém předkole vypadla po výsledcích 1:5 a 0:3 s Jabloncem. V dresu Žiliny stihl Kiwior odehrát 61 utkání, ve kterých vstřelil 4 branky.

### Spezia Calcio
Dne 31. srpna 2021 podepsal Kiwior čtyřletou smlouvu s italským prvoligovým týmem Spezia Calcio. V italské nejvyšší soutěži debutoval 1. prosince, a to v zápase proti Interu Milán. V jarní části sezóny 2021/22 se probojoval do základní sestavy týmu, na pozici defensivního záložníka odehrál ve svém premiérovém ročníku v klubu dohromady 22 ligových utkání.
V sezóně 2022/23 se přesunul na pozici středního obránce v rámci podzimní části sezóny odehrál v dresu Spezie všech 17 ligových utkání.

### Arsenal
V lednu 2023 přestoupil Kiwior do anglického Arsenalu za částku okolo 20 milionů liber.

## Reprezentační kariéra
Kiwior debutoval v polské reprezentaci 11. června 2022 při venkovní remíze 2:2 proti Nizozemsku v Lize národů UEFA 2022/23. V listopadu 2022 byl nominován na závěrečný turnaj Mistrovství světa ve fotbale 2022 do Kataru. Na turnaji odehrál všechny tři zápasy základní skupiny, a to proti Mexiku, Saúdské Arábii a Argentině. Odehrál také 87 minut osmifinálového utkání proti Francii, ve které Polsko po prohře 1:3 z šampionátu vypadlo.

## Statistiky

### Klubové
K 20. lednu 2023
| Klub                  | Sezóna  | Liga         | Liga   | Liga | Národní pohár | Národní pohár | Evropské poháry | Evropské poháry | Celkem | Celkem |
| Klub                  | Sezóna  | Liga         | Zápasy | Góly | Zápasy        | Góly          | Zápasy          | Góly            | Zápasy | Góly   |
| --------------------- | ------- | ------------ | ------ | ---- | ------------- | ------------- | --------------- | --------------- | ------ | ------ |
| Železiarne Podbrezová | 2018/19 | Fortuna Liga | 14     | 1    | 0             | 0             | —               | —               | 14     | 1      |
| Železiarne Podbrezová | 2019/20 | 2. Liga      | 2      | 0    | —             | —             | —               | —               | 2      | 0      |
| Železiarne Podbrezová | Celkem  | Celkem       | 16     | 1    | 0             | 0             | —               | —               | 16     | 1      |
| MŠK Žilina            | 2019/20 | Fortuna Liga | 13     | 0    | 3             | 0             | —               | —               | 16     | 0      |
| MŠK Žilina            | 2020/21 | Fortuna Liga | 30     | 2    | 4             | 1             | —               | —               | 34     | 3      |
| MŠK Žilina            | 2021/22 | Fortuna Liga | 3      | 1    | 0             | 0             | 8               | 0               | 11     | 1      |
| MŠK Žilina            | Celkem  | Celkem       | 46     | 3    | 7             | 1             | 8               | 0               | 61     | 4      |
| Spezia Calcio         | 2021/22 | Serie A      | 22     | 0    | 1             | 0             | —               | —               | 23     | 0      |
| Spezia Calcio         | 2022/23 | Serie A      | 17     | 0    | 3             | 0             | —               | —               | 20     | 0      |
| Spezia Calcio         | Celkem  | Celkem       | 39     | 0    | 4             | 0             | —               | —               | 43     | 0      |
| Celkem                | Celkem  | Celkem       | 101    | 4    | 11            | 1             | 8               | 0               | 120    | 5      |

### Reprezentační
K 20. lednu 2023
| Polsko | Polsko | Polsko |
| Rok    | Zápasy | Góly   |
| ------ | ------ | ------ |
| 2022   | 9      | 0      |
| Celkem | 9      | 0      |